# ولهلم غرهارد والبرس
ولهلم غرهارد والبرس (1816-1853) (بالإنجليزية: Wilhelm Gerhard Walpers)‏ هو عالم نبات ألماني.

## نباتات وصفها ولهلم غرهارد والبرس
- أوتليا برازيلية
- بارطشية بيروفية
- بكاريس أخضر شاحب
- خوخ مسلح البتلات
- زحافة زحافية
- زحافة وسيطة
- قنصور أسترالي
- ناردين صغير نطلي